# Cryotomographie électronique

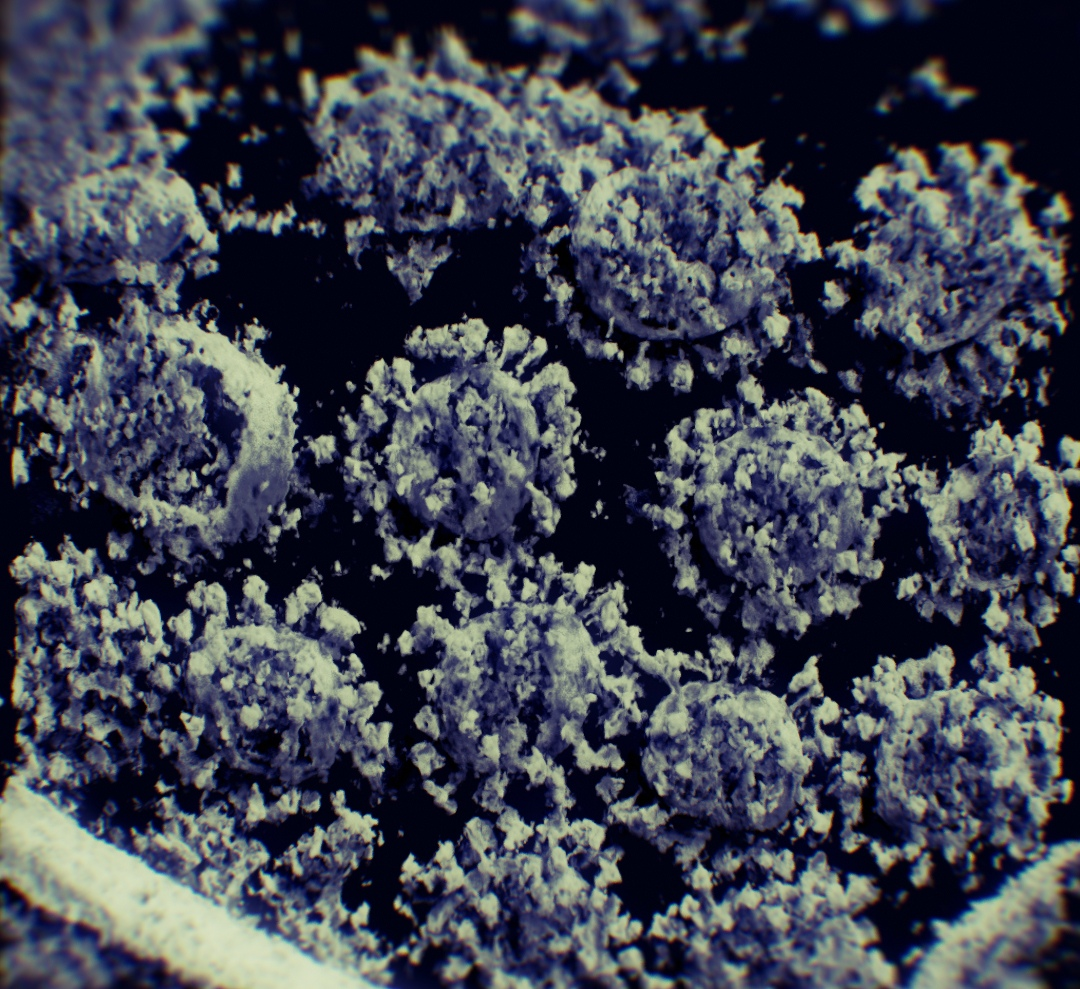
Vue du virus SARS-CoV-2 par cryotomographie électronique en janvier 2021.

La cryotomographie électronique, ou tomographie cryoélectronique, est un type de cryo-microscopie électronique utilisant les techniques de tomographies pour obtenir la restitution tridimensionnelle à partir d'images bidimensionnelles d'un échantillon vu sous différentes inclinaisons aux températures cryogéniques atteintes par refroidissement à l'azote liquide, voire à l'hélium liquide.
Une cryotomographie électronique peut permettre d'obtenir des détails sur des structures cellulaires complexes à des résolutions de l'ordre de la dizaine de nanomètre. Le signal de cryotomographie électronique est assez faible, avec un rapport signal sur bruit typiquement de 0,01. Compte tenu de la longueur d'onde des électrons, la résolution est théoriquement limitée à environ 5 nm, mais l'analyse de particules individuelles de subtomogrammes cryoélectroniques permet d'atteindre des résolutions de 1,5  à   3 nm.